# Schlossplatz (Dresde)

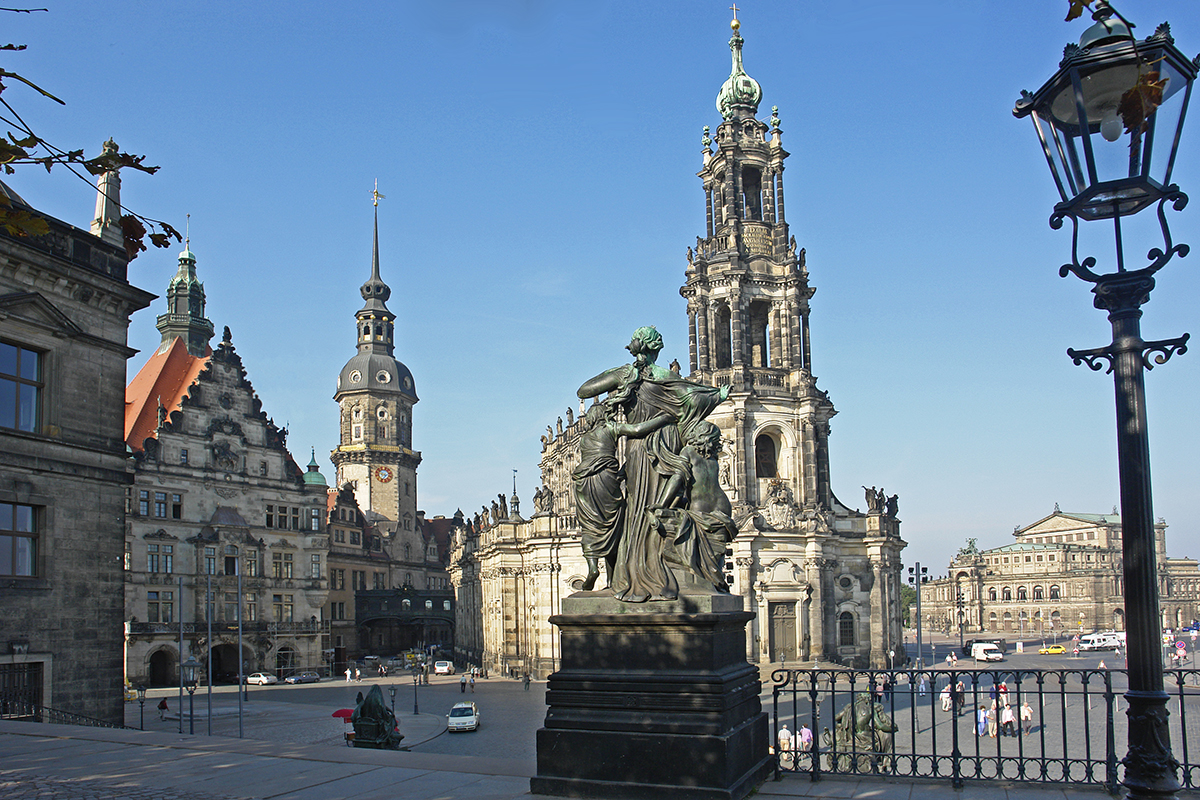
La plaza vista desde el acceso a la terraza de Brühl. Al fondo, de izquierda a derecha, el palacio de Dresde, la Hofkirche y la Semperoper.

Schlossplatz (en alemán, plaza del palacio) es una de las plazas históricas de la ciudad de Dresde (Alemania). Junto a los edificios que la circundan, es uno de los puntos de interés turístico más importantes de la Altstadt de la capital sajona. Un buen porcentaje de dichos edificios están reconstruidos según su diseño original, tras resultar dañados por los bombardeos de la II Guerra Mundial; por ello, la plaza conserva hoy su identidad histórica, en la que tienen cabida desde el barroco de la Hofkirche hasta el neorrenacentismo de la Georgentor, pasando por la singular mezcla de estilos del Residenzschloss. Se encuentra al sur del río Elba.

## Arquitectura
El Residenzschloss, que da nombre a la plaza, tiene su fachada principal orientada hacia la misma. Desde el siglo XV ha sido constantemente objeto de reformas y ampliaciones. Tras la II Guerra Mundial, estuvo más de 40 años en ruinas. Georgenbau es el nombre de una de las partes del palacio, primera muestra de construcción renacentista en Dresde. Atravesando la puerta Georgentor, se llega a la “calle del castillo” (Schlossstraße), que conecta la plaza con la de Altmarkt, situada al sur. También en Schlossplatz se encuentra la torre del palacio, de más de 101 metros (la más alta de Dresde), levantada entre 1674-76 por Wolf Caspar von Klengel. Solo la veleta ya tiene 6 metros de alto.
Schlossplatz está separada de Theaterplatz por la catedral católica (Hofkirche), al oeste de la plaza. Entre el puente de Augusto y la Hofkirche ambas plazas se encuentran mutuamente. La catedral y el palacio están a su vez conectados por una pasarela que cruza sobre un callejón sin nombre que llega también a Theaterplatz.
En la parte sudeste de Schlossplatz comienza la Augustusstraße, conocida por el enorme mural del desfile de los príncipes. Desde la plaza, se puede ver parte de dicho mural. Augustusstraße enlaza la plaza con la de Neumarkt (donde está la famosa Frauenkirche).

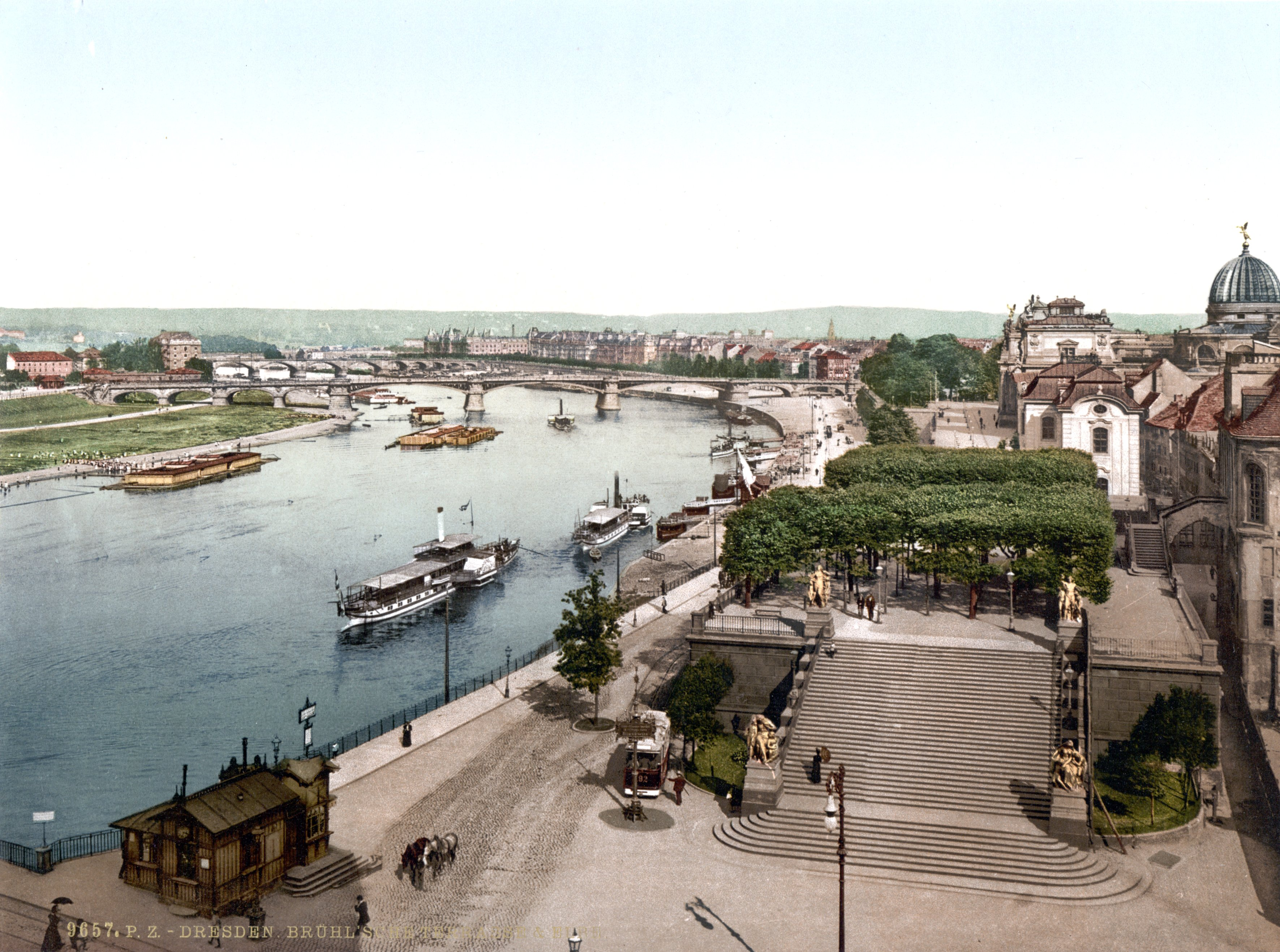
Las escaleras que conectan Theaterplatz (abajo) con la Terraza de Brühl en 1900.

Enfrente de la Hofkirche, al nordeste de la plaza, se encuentra el Ständehaus, sede del tribunal de justicia. A su lado, unas escaleras permiten subir a la Terraza de Brühl.

## Tráfico
La mayor parte de la plaza está cerrada al tráfico. Por el norte transitan tanto coches como tranvías (3 líneas). La parada más cercana es la de Theaterplatz.

## Usos de la plaza
Tanto Theaterplatz como Schlossplatz son a menudo escenario de actos políticos en las campañas electorales. Como la acústica de la plaza no es muy buena debido a reverberaciones, los conciertos suelen ser más bien en Theaterplatz.
- Datos: Q471312
- Multimedia: Schloßplatz, Dresden / Q471312